# Dwight Gayle
Dwight Devon Boyd Gayle, född 17 oktober 1989 i Walthamstow, är en engelsk-jamaicansk fotbollsspelare (anfallare) som spelar för Hibernian.

## Karriär
Den 6 augusti 2018 lånades Gayle ut till West Bromwich Albion på ett låneavtal över säsongen 2018/2019.
Den 22 juli 2022 värvades Gayle på fri transfer av Stoke City, där han skrev på ett tvåårskontrakt. I februari 2024 värvades Gayle av League One-klubben Derby County på ett kontrakt över resten av säsongen.
Den 12 september 2024 värvades Gayle av Scottish Premiership-klubben Hibernian, där han skrev på ett ettårskontrakt.